# هیستریا تاپاز
هیستریا تاپاز (به انگلیسی: Histria Topaz) یک کشتی است که طول آن ۱۸۸٫۹۵ متر (۶۱۹٫۹ فوت) می‌باشد. این کشتی در سال ۱۹۸۷ ساخته شد.